# Свініа
Свініа (словац. Svinia) — село в окрузі Пряшів Пряшівського краю Словаччини. Площа села 14,73 км². Станом на 31 грудня 2016 року в селі проживало 2279 жителів.

## Історія
Перші згадки про село датуються 1249 роком.

## Населення
| Рік:            | 1994. | 2004.    | 2014.    | 2024.    |
| --------------- | ----- | -------- | -------- | -------- |
| Кількість осіб: | 1159  | 1452     | 2086     | 2673     |
| Різниця:        |       | +25,28 % | +43,66 % | +28,13 % |

| Рік:            | 2023. | 2024.   |
| --------------- | ----- | ------- |
| Кількість осіб: | 2566  | 2673    |
| Різниця:        |       | +4,16 % |